# 锂
鋰（转写为「Lithos」，直譯「石頭」），是化學元素，化學符號Li，原子序为3。中文名源于“Lithos”的第一音节发音“里”，而且是金属，在左方加上部首“钅”。鋰是軟的銀白色鹼金屬。三粒电子中两粒分布在K层，另一粒在L层。锂是碱金属中最轻的一种。锂常呈+1或0氧化态，是否有-1氧化态則尚未证实。但锂和其化合物并不像其他的碱金属那么典型，锂的电荷密度很大并且有稳定的氦型双电子层，使锂易极化其他分子或离子，自己却不易受到极化。这点影响到它和其化合物的稳定。
在標準條件，它是最輕的金屬和最輕的固體元素。同其他鹼金屬，鋰很活潑和易燃，應儲存在礦物油中。切割時展現出金屬光澤，但很快就會腐蚀，變成暗銀灰色，接著變成黑色的氧化物。它不以元素狀態存在自然界，而只能於（通常是離子）偉晶岩礦物等化合物中出現，它們曾是鋰的主要來源。由於其離子的溶解度，它存在於海水中並通常從鹽水中獲得。從氯化鋰和氯化鉀的混合物中電解分離鋰金屬。
在自然界中發現的兩種穩定鋰同位素中，每粒核子的結合能是所有穩定核素中最低的，因此鋰原子核相較於其他穩定核素處於較不穩定的狀態。也因為其核子的相對不穩定性，鋰在太陽系中的含量排名第26。由於以上因素，鋰在核物理學具重要用途。1932年鋰原子向氦的核分裂是第一次完全人為的核反應，而氘化鋰用作熱核武器的燃料。
鋰及其化合物具多種工業用途，包括耐熱玻璃、陶瓷、鋰潤滑脂潤滑劑，用於生產鐵、鋼和鋁的助焊劑添加劑、鋰電池和鋰離子電池。這些用途消耗超過四分之三的鋰生產量。
在生物系統內有微量的鋰，但其功能不明。已知鋰鹽可作治療人類躁鬱症的情緒穩定藥物。

## 歷史
1800年，巴西化學及政治家若澤·博尼法西奧·德·安德拉達在瑞典烏托島的一個礦坑中發現透鋰長石（LiAlSi4O10）。不過直到1817年約翰·奧古斯特·阿韋德松在化學家永斯·貝吉里斯的實驗室中分析透鋰長石礦物時才發現這個新元素的存在。這個元素組成的化合物跟鈉和鉀的化合物相似，但其碳酸鹽和氫氧化物在水中的溶解性較小，鹼性也較低。贝采利乌斯將這個鹼金屬命名為「lithion／lithina」，來自希臘語單詞λιθoς（音譯為lithos，意為「石頭」），來反映它是在固體礦物中發現，而不是在植物灰燼中發現的鉀，或是部分因在動物血液中有高豐度而知名的鈉。他將材料中的金屬命名為「鋰」。阿韋德松後來發現，鋰輝石和鋰雲母礦物都有這種相同的元素。1818年，克里斯蒂安·格梅林首次發現鋰鹽燃燒的焰色為鮮紅色，但阿韋德松和格梅林都未能將純元素與其鹽分離。直到1821年威廉·托马斯·布兰德電解氧化鋰才得到元素鋰，而這一個過程過去曾被化學家漢弗里·戴維用來分離鹼金屬鉀和鈉。布兰德還描述了一些純鋰鹽，如氯化物，估計氧化鋰含有約55％的金屬，並估計鋰的原子量大約為9.8克/莫耳（現代值約6.94克/莫耳）。1855年，罗伯特·威廉·本生和Augustus Matthiessen電解氯化鋰生產了更多鋰。這程序發現後德國公司Metallgesellschaft AG於1923年藉電解熔融氯化鋰和氯化鉀的混合物在商業生產鋰。鋰的生產和使用歷史上經歷了幾次劇烈變化。 鋰的第一種主要用途是第二次世界大戰及之後不久用於飛機引擎的高溫鋰潤滑油脂及類似用途。這用途得到一些事實的支持：鋰基皂有比其他鹼皂更高的熔點，並且比鈣基皂有更低的腐蝕性。對鋰皂和潤滑脂的需求得到了幾家小型採礦企業的支持，其中大部分企業是在美國。隨著核熔合武器的生產，冷戰時期對鋰的需求急劇增加。當被中子照射時，锂6和锂7都會產生氚，可用於自身產生氚，以及在氫化鋰形式的氫彈內使用的一種固體聚變燃料。美國在1950年代末到1980年代中期之間成為鋰的主要生產國。最後，鋰儲存量約為42000噸氫氧化鋰。儲存的鋰在锂6中耗盡了75％，這足以影響許多標準化學品中鋰的原子量，甚至一些「天然來源」中鋰的原子量已被從同位素分離設施排入地下水的鋰鹽污染。當使用霍爾－埃魯法工藝時，鋰用於降低玻璃的熔化溫度並改善氧化鋁的熔化行為。這兩種用途在1990年代中期佔據市場主導地位。核軍備競賽結束後，對鋰的需求下降，公開市場上能源庫存的出售進一步降低了價格。1990年代中期，幾家公司開始從鹽水中提取鋰，比在地下或露天採礦更便宜。大多數礦山關閉或轉移到其他材料，因為只有來自分區偉晶岩的礦石才能以有競爭力的價格開採。例如，北卡羅來納州金斯芒廷附近的美國礦山在21世紀初之前關閉。
發展鋰離子電池增加了對鋰的需求，並在2007年成為主要用途。隨著2000年代鋰電池鋰需求激增，新公司擴大了鹽水開採工。有人認為，鋰在可再生能源和依賴電池的世界中將成為地緣政治競爭的主要對象之一，但這種觀點也被低估了經濟激勵對擴大生產的影響力。

## 存在与分布

### 天文上
雖然它在大爆炸中合成，但鋰（和鈹及硼）在宇宙中的含量明顯低於其他低原子序元素。破壞鋰所需的恆星溫度較低，以及缺乏常見生產鋰的過程。根據現代天文學，鋰的穩定同位素（鋰6和鋰7）是三種在大霹靂產生的元素之一。雖然大爆炸核合成產生的鋰量取決於每粒重子的光子數，但有可接受的值，所以可以計算鋰豐度，而且宇宙中存在「宇宙學鋰差異」：老恆星的鋰含量似乎比應有的少，而一些年輕的恆星則有更多。老恆星中缺鋰顯然是由於鋰「混合」到恆星內部並被破壞，而鋰則在年輕恆星中產生。雖然它在高於攝氏240萬度（大多數恆星內部容易達到）時會因和質子碰撞而轉變為兩粒氦原子，但鋰含量仍比目前計算預測出在後代恆星中的要多。在棕矮星和某些異常的橙色恆星中也發現了鋰。鋰存在於較冷、質量較小的棕矮星中，但在較熱的紅矮星中被破壞，它在恆星光譜中的存在可用於「鋰試驗」，以區分皆比太陽小的棕矮星及紅矮星。某些橙色恆星也可能含有高濃度的鋰。那些有高於平均鋰濃度的橙色恆星（如Centaurus X-4）繞著大質量的物體（中子星或黑洞）轉，它們的重力明顯將較重的鋰吸引到氫氦星的表面，導致我們觀測到更多的鋰。2015年2月19日，日本國立天文台研究團隊從觀察2013年海豚座新星發現，新星爆炸製成了大量鋰元素，這意味著經典新星爆炸可能是宇宙製造鋰元素的主要機制。

### 陸地上
锂在自然界丰度居第27位，地壳约含0.0065%，儘管鋰在地球上廣泛分佈，但鋰活性高，在大自然不以元素形式存在。锂的矿物有30余种，主要在锂辉石（{\displaystyle {\ce {LiAlSi2O6}}}）、鋰雲母以及透鋰長石（{\displaystyle {\ce {(LiNa)AlSi4O10}}}）和鋰蒙脫石黏土中。在人和动物的有机体、土壤和矿泉水、可可粉、烟叶、海藻中都有锂存在。鋰在海水中的總含量非常大，估計為2300億噸，其中元素存在的相對恆定濃度為0.14至0.25百萬分之一濃度（ppm），或25微莫耳；而在海底熱泉附近，可以發現接近7 ppm的較高濃度。在地球，鋰含量估計占地殼重量的20至70 ppm。鋰占火成岩的一小部分，其中在花崗岩中的濃度最大。花崗岩偉晶岩也提供最豐富的含鋰礦物，鋰輝石透鋰長石是商業上最可行的來源。另一種重要的鋰礦物來源是鋰雲母，它是由一系列的聚苯硫磷礦和三鋰鐵礦所形成，如今已成為一個過時的稱號。鋰的新來源是鋰蒙脫石黏土，目前只有美國的Western Lithium公司積極開發。在地殼中，鋰是第25位豐富的元素，每千克地殼含有20毫克的鋰。根據鋰和天然鈣的指南：「鋰是一種較稀有的元素，雖然它存在於許多岩石和一些鹽水中，但濃度總是非常低。鋰礦物和鹽水沉積物相當多，但是有實際或潛在的商業價值的，相對較少。很多價值非常小，其餘的則等級太低。」美國地質調查局估計，2010年，智利擁有最大的儲量（目前750萬噸），而且年產量最高（8,800噸）。鋰最大儲備基地位於玻利維亞的烏尤尼鹽沼地區，該地區有540萬噸。其他主要供應者包括澳大利亞、阿根廷和中國。截至2015年，捷克地質調查局將捷克共和國的整個厄爾士山脈視為鋰的礦區。註冊了五張礦床，其中一張靠近Cínovec[cs]的有16萬噸鋰，被認為是潛在的經濟礦床。
2010年6月，紐約時報報導說，美國地質學家正在調查阿富汗西部乾鹽湖的地質，相信那裡有大量的鋰沉積物。五角大廈的官員表示，他們在一個位於加茲尼省的地方初步分析後，顯示此處與玻利維亞的鋰礦床潛力一樣大，而玻利維亞現今為世界上已知的最大鋰儲備地。這些預測主要根據舊數據，大部分在1979－1989年間被聚集，此時為蘇聯人佔領阿富汗的期間。美國地質調查局中阿富汗礦業項目的負責人斯蒂芬·彼得斯說，過去兩年，他沒有意識到美國地質勘探局參與任何新的阿富汗礦產調查。他說：「我們不知道有任何鋰的發現。」鋰鹽水與英格蘭康瓦爾郡的錫礦區相關，目前考慮在400米深的測試鑽孔中評估項目。如果成功，熱鹽水的地熱能也將提供為鋰提取和精煉過程中的動力。按美國地質調查局推算，2016年時鋰礦的世界蘊藏量1400萬噸，總生產量約3萬5000噸，其中智利的儲量達世界總儲量的52%，中國22%居次，阿根廷和澳大利亞分別佔14%和11%。生產方面澳大利亞通過礦石精製，南美洲則以費時的晾曬法提取鹽湖中鋰，所以前者生產效率比較高而生產量居世界之首，佔41%，智利居次34%，及阿根廷16%、中國6%。

### 生物上
在許多植物、浮游生物和無脊椎動物中能發現微量的鋰，濃度為69至5760 ppb。在脊椎動物中，鋰濃度略低，幾乎所有脊椎動物組織和體液都含有21至763 ppb的鋰。海洋生物比陸地生物更容易將鋰生物累積。而鋰是否在這些生物體中有生理作用尚不清楚。

## 单质性质

### 概述
锂是一种极易反应的柔软的银白色碱金属。它在金属中比重最轻。锂在空气中易氧化，所以须贮存于固体石蜡、煤油或惰性气体中。它能与水和酸作用放出氢气，易与氧、氮、硫等化合。锂盐在水中的溶解度与镁盐类似，而不同于其他的碱金属盐。

### 原子及物理性質
就像其他鹼金屬一般，鋰有一粒價電子而易失去而形成陽離子，是熱和電的良導體且為極易反應的元素，但其價電子和原子核很近（剩下的兩粒電子在1s軌域中，能量低且不參與化學鍵結），故此在鹼金屬中反應性最低。然而，液態鋰的反應性較固態鋰高許多。鋰金屬性質柔軟，可用刀切開，在切開的同時，銀白色切面會快速氧化為灰色的氧化鋰。雖然鋰的熔點在金屬中甚低（180°C，453 K），但卻是鹼金族中熔點及沸點最高的元素。鋰金屬有極低密度（0.534 g/cm3）和松木相當，為所有固體元素在室溫下密度最低的，第二低的鈉（0.862 g/cm3）比它密度高60%以上。且除了氫和氦之外，固體鋰的密度比任何其他液體元素還低，只有液氮（0.808 g/cm3）的三分之二倍。 鋰可以漂浮於最輕的烴油，也是三種可在水上漂浮的金屬之一，另外兩種則是鈉和鉀。鋰的熱膨脹係數是鋁的兩倍也幾乎是鐵的四倍。在400 μK標準壓力下，或在較高溫度（9K以上）極大壓力（20GPa以上）下，鋰有超導現象。在70K以下時，鋰像鈉一樣有無擴散的相變發生。在4.2K時，晶體為六方晶系（九層重複堆積），溫度升高後轉變為面心結構，再變為體心結構。六方晶系在液氦溫度（4K）很常見。鋰也在高壓有多種同素異形體的結構。鋰的比熱容為3.58KJ/kg-k，是所有固體中最高，常用來當作熱傳導應用的冷卻劑。

### 化學性質與化合物
鋰很易與水反應，但活性卻比其他鹼金屬小許多。該反應在水溶液中會形成氫氣和氫氧化鋰。通常會和固體石蠟一起存放在碳氫化合物構成的密封罐中。雖然其他更重的鹼金屬可以存放在密度更大的物質中，像是礦物油，但鋰密度太小，無法完好浸至這些物質之中。在潮濕的空氣之中，鋰會快速失去光澤，外表會形成黑色的氫氧化鋰（LiOH和LiOH·H2O）、氮化鋰（Li3N）和碳酸鋰（Li2CO3，LiOH和CO2反应的結果。）接近火時，鋰化合物會發出強烈的深紅色，然而當鋰燃燒很旺盛時，火焰會轉為銀白色的亮光。暴露在水或水蒸氣中時，氧氣會點燃鋰並燃燒。鋰是易燃的，暴露在空氣中尤其是水中，可能會爆炸，但可能性較其他鹼金屬低。在常溫，鋰和水反應是活潑但非劇烈，反應產生的氫通常不會自燃。鋰生成的火很難熄滅，鋰與所有鹼金屬都需要乾粉滅火器（D類）。而在標準狀況下，鋰是少數能與氮反應的金屬。鋰與鎂有對角線規則，它們有相似的原子和離子半徑。而它們相似的化學性質包括，與氮氣反應形成氮化物，在氧氣中燃燒時形成氧化物 （Li2O）和過氧化物（Li2O2），有相似溶解度的鹽，以及碳酸鹽 和氮化物的熱不穩定性。 鋰在高溫下與氫氣反應生成氫化鋰（LiH）。其他已知的二元化合物包括鹵化物（氟化鋰LiF、氯化鋰LiCl、溴化鋰LiBr、碘化鋰LiI），硫化物（硫化鋰Li2S），超氧化物（超氧化鋰LiO2）和碳化物（碳化鋰Li2C2）。而對於其他許多的無機化合物，鋰會與陰離子結合而形成鹽：硼酸鹽、酰胺、碳酸鋰、硝酸鋰或硼氫化物（硼氫化鋰LiBH4）。氫化鋁鋰（LiAlH4）通常用作有機合成中的還原劑。氦化鋰是一種相互作用非常弱的凡德瓦化合物，已在非常低溫中檢測到。與第一族中其他元素不同的是，鋰的無機化合物遵循偶體法則，而不是八隅體法則。

## 同位素与核性质
鋰在自然界以兩種同位素6Li和7Li組成，後者較豐富（在自然界豐度約92.5%）。和在元素週期表中相鄰的元素——氦和鈹相比，兩者皆有極低的核結合能。鋰是唯一可藉核分裂產生淨能的低原子序元素。兩種鋰原子核皆有較低的束縛能，低於除了氕、氘及氦-3以外的穩定核素，因此，雖然它的原子量很小，但鋰在太陽系中的含量低於前32個元素中的25個。鋰有7种放射性同位素，其中最穩定的是半衰期838毫秒的8Li和半衰期178毫秒的9Li。其它放射性同位素的半衰期皆短于10毫秒。半衰期最短的锂同位素為通过質子發射衰變的4Li，半衰期僅有7.6×10−23秒。6Li是五种质子数和中子数皆为奇数的稳定核素之一，另外四个分别是氘、硼-10、氮-14和鉭-180m。
7Li是太初核合成時产生的其中一種初始元素（或稱初始核素），少量6Li和7Li產生於恒星，可是之后又会被燒掉。7Li也可以在碳星中產生。太陽風、宇宙射線以及早期太陽系的7Be衰變也能產生少量的6Li和7Li。
很多自然過程都能分餾鋰的同位素，如礦物形成（化學沉澱）、代謝和離子交換。鋰離子（尤其是6Li）可以取代黏土礦物中的鎂和鐵，这導致在超微過濾和岩石蝕變過程中会逐渐浓缩6Li。奇特的11Li有核暈，有2粒中子围绕着剩下3粒质子和6粒中子转。原子蒸氣雷射同位素分離可用於分離鋰同位素，特別是7Li。
人工鋰分餾主要用于製造核武器和其它核物理用途。工業和軍事庫存大量分离輕同位素6Li，其程度已使自然界6Li和7Li比例在河流等地方有輕微但可測量出的變化。这使得鋰的原子量不确定性极大，因為它取決於這些自然界存在的穩定鋰同位素的自然豐度比例，它們可用於商業鋰礦物來源。
鋰的兩種穩定同位素都可用雷射冷卻，並用於生產第一量子縮退玻色－費米混合物。
通过人工制备，已得到锂的四種放射性同位素{\displaystyle {\ce {^5Li}}}、{\displaystyle {\ce {^8Li}}}、{\displaystyle {\ce {^9Li}}}、{\displaystyle {\ce {^11Li}}}，衰变方式如下：
{\displaystyle {}_{3}^{5}\mathrm {Li} \rightarrow {}_{1}^{1}\mathrm {H} +{}_{2}^{4}\mathrm {He} }
{\displaystyle {}_{3}^{8}\mathrm {Li} \rightarrow \beta +{}_{4}^{8}\mathrm {Be} }
{\displaystyle {}_{3}^{9}\mathrm {Li} \rightarrow \beta +{}_{4}^{9}\mathrm {Be} }
{\displaystyle {}_{3}^{11}\mathrm {Li} \rightarrow \beta +{}_{4}^{11}\mathrm {Be} }
锂的同位素可发生下列反应，放出热量：
{\displaystyle {}_{3}^{6}\mathrm {Li} +{}_{1}^{3}\mathrm {H} \rightarrow 2\ {}_{2}^{4}\mathrm {He} +{}_{0}^{1}\mathrm {n} }
{\displaystyle {}_{3}^{7}\mathrm {Li} +{}_{1}^{1}\mathrm {H} \rightarrow 2\ {}_{2}^{4}\mathrm {He} }
也可用来制备氚：
{\displaystyle {}_{3}^{6}\mathrm {Li} +{}_{0}^{1}\mathrm {n} \rightarrow {}_{1}^{3}\mathrm {H} +{}_{2}^{4}\mathrm {He} }

## 制备

### 锂矿的提取法

#### 硫酸盐法
锂辉石和硫酸钾一起烧结，钾将锂置换出来，形成可溶于水的硫酸锂。
2LiAl(SiO3)2＋K2SO4　→　Li2SO4＋2KAl(SiO3)2
硫酸盐分解法很长一段时间内是工业制备锂的唯一方法。此方法不仅适用于锂辉石，也可用来处理锂云母。

#### 石灰法
将石灰或石灰石与锂矿石一起烧结，然后用水处理，浸取液经多次蒸发，可从中结晶析出氢氧化锂，反应式如下（温度为1000℃）：
2LiAl(SiO3)2＋9CaO　→　Li2O＋CaO·Al2O3＋4[2CaO·SiO2]
此方法的优点是：
1. 适用性强，能分解几乎所有锂矿石。
2. 反应不需要稀缺原料，石灰和石灰石均较便宜且容易获得。

缺点是：
1. 烧结时精矿会贫化，精矿中锂含量要求很高。
2. 浸取后得到的是稀溶液，蒸发会消耗大量热量，且耗时长。

#### 硫酸法
首先提出此方法的是R.B.Ellestad和K.M.Leute，此方法适用于β-锂辉石和锂云母。原理如下（温度为250－300℃）：
2LiAl(SiO3)2＋H2SO4　→　Li2SO4＋H2O·Al2O3·4SiO2
此反应的关键问题是硫酸只能与β-锂辉石反应，而对于α-锂辉石无法与之反应。用硫酸直接分解未经锻烧的锂辉石，提取出来的锂仅占总量的4%。

#### 天然卤水的提取
锂的来源也包括天然卤水和某些盐湖水。加工过程是将锂沉淀成Li2NaPO4，再将其转变为碳酸锂，即可作为原料来加工其他锂化合物了。加工天然卤水还可得到硼砂、碳酸钾、氯化钠、硫酸钠和氯化镁等。

### 金属锂的制备

#### 电解法
锂可由电解熔融氯化锂而得。Guntz首先建议用电解熔融氯化锂和氯化钾的混合物来制备金属锂，这样可以把熔融温度从单质锂的610℃降至400℃。以石墨为阳极，以低碳钢为阴极，电解槽压为6.0－6.5V。这样可以得到纯度达到99%的锂。
{\displaystyle {\ce {Li+ + e- -> Li}}}
{\displaystyle {\ce {2Cl- -> Cl2 + 2e-}}}
2LiCl(l)　→　2Li(s)＋Cl2(g)
电解法制得的金属锂通常有Na、K、Mg、Ca、Fe、Si和Al等机械杂质，須提纯；杂质可重新熔融，再借助比重不同滤除，不易除去的钠和钾可以通过氢化法除去。

#### 热还原法
3Li2O＋2Al　→　6Li＋Al2O3—33.6千卡
2Li2O＋Si　→　4Li＋SiO2—76.3千卡
还原氧化锂是吸热反应，再加上金属锂性质十分活泼，只能在高温和高真空中反应。

## 用途

### 合成原料
锂在许多反应可作为原料或中间物。在合成与锂相关的无机化合物时，常常是将金属锂与其他单质反应。若要求纯度较高，可用锂与气态单质或化合物反应。例如用锂和硫化氢合成硫化锂。反应方程式如下：
2Li + H2S → Li2S + H2

### 还原剂
金属锂溶于液氨和乙醇的混合溶剂中形成良好的还原剂，可用来还原含芳香环的有机化合物。贵重的甾化合物通常用这种办法来还原。此法的优点是产率较高，缺点是比用钠还原昂贵，所以仅用于还原一些贵重的化合物。

### 催化剂
锂可用作丁二烯、异戊二烯等二烯烃聚合催化剂，也可用来制造共聚物。

### 电池工业
锂的原子量很小，只有6.9g·mol−1，用作阳极的电池有很高的能量密度。锂也能制造用於低温或高温的电池。
用于低温的电池通常用有机溶剂作电解质，並加入无机盐使之更导电，常用无机盐有高氯酸锂、六氟磷酸锂、六氟砷酸锂和硫化锂等。二次锂电池中正极材料也为含锂化合物，如锂钴氧化物、锂镍氧化物、锂锰氧化物、锂铁氧化物等等，以及其多元化合物。二次锂电池中负极材料，也与锂的作用明显。
电池阴极是锂，阳极常用金属氯化物。例如锂－氯化银电池的电池反应为：
Li + AgCl → LiCl + Ag
用于高温的电池，通常用熔融无机盐作电解质，必须在该盐的熔点以上方可使用。例如：
2Li + Cl2 → 2LiCl

### 合金
掺有锂的合金一般有强度大，密度小，耐高温等特性。也有人用锂合成了鋰－鉛液态半导体合金。

### 醫療
醫療用途的鋰目前主要分為兩種：一種為外用的局部治療，另一種則為已廣泛使用的口服治療。.
根據臨床研究中顯示，當鋰使用於外用的局部治療時，能有效治療脂漏性皮膚炎，目前鋰的作用机理還不十分清楚，這可能與鋰可抑制物質-P及抑制Malassezia酵母菌生長所需的所有游離脂肪酸有關。過去的一些研究顯示鋰可以抑制許多酶：鈉鉀泵、腺苷酸环化酶、合成前列腺素E1的各种酶、和inositol-1-phosphatase等。 鋰亦有抗發炎及免疫調節的作用。除此之外，在法國的研究中顯示含鋰元素的活泉水（ Evaux thermal spring water）能改善癌症患者因治療所引起的皮膚指甲等的副作用。
口服的鋰主要用於精神科，用來治療躁鬱症。躁鬱症使用的濃度约0.6-0.8mmol/L血液，约合每日900毫克碳酸锂（合170毫克锂元素）。口服用的鋰會造成許多皮膚的副作用，像是斑點丘疹、痤瘡、牛皮癬狀疹。因此顯示口服的鋰有可能會促進或使已經存在的皮膚疾病更惡化，像是牛皮癬和脂漏性皮膚炎。口服的鋰有神经保护作用，可以增加神经元的增长和生存。更低剂量的口服锂副作用更小，但对于躁鬱症疗效也有下降。用于延缓阿尔茨海默症发展则是足够。
一些地方的饮用水天然含较多的锂（最多相当于一天摄入10毫克锂元素，按一天饮水 3.7 L 计算）。这些地区的自杀率和暴力犯罪率似乎比条件类似的其他地区低，阿尔茨海默症造成的死亡率也较低。但是这些地方的躁鬱症发病率没有区别。

### 其他用途

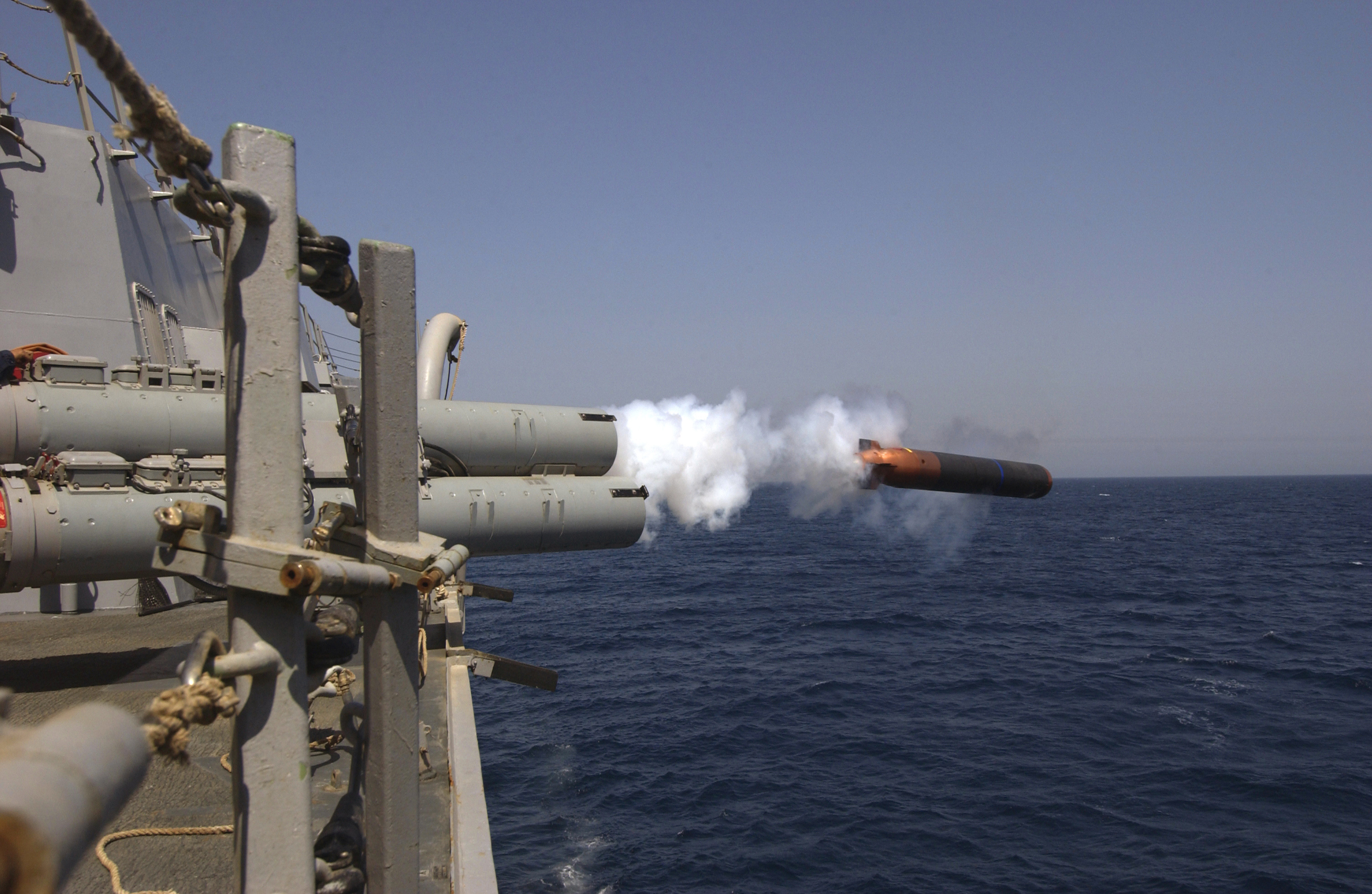
用鋰作為燃料發射出魚雷

锂还能用于：
1. 原子能工业中制造核反应堆的载热剂
2. 制造特种合金、特种玻璃等
3. 作冶金工业中的脱氧剂，脱硫剂和脱泡剂
4. 作為燃料，可發射魚雷等武器
5. 可作為煙火的紅色部分

### 保存方法
干燥环境下，锂金属不与氧气发生反应，只有在潮湿的环境下才与氧气发生反应，颜色由银白色变成黑色最后再变成白色。实验室中锂金属一般保存在干燥的惰性气体环境或是煤油中。

## 註解
1. ↑  Appendixes 的存檔，存档日期6 November 2011.. By USGS definitions, the reserve base "may encompass those parts of the resources that have a reasonable potential for becoming economically available within planning horizons beyond those that assume proven technology and current economics. The reserve base includes those resources that are currently economic (reserves), marginally economic (marginal reserves), and some of those that are currently subeconomic (subeconomic resources)."

## 外部連結
- 元素锂在洛斯阿拉莫斯国家实验室的介紹（英文）
- —— 锂（英文）
- 元素锂在The Periodic Table of Videos（諾丁漢大學）的介紹（英文）
- 元素锂在Peter van der Krogt elements site的介紹（英文）
- WebElements.com – 锂（英文）

- 青海经济信息网：自然资源（盐类矿产——锂矿）
- 锂与社会